# NSS-5
NSS-5 (vormals auch Intelsat 803 und NSS-803) war ein kommerzieller Kommunikationssatellit der SES World Skies mit Sitz in Den Haag (vormals SES New Skies).

## Missionsverlauf
Der Satellit wurde ursprünglich als Intelsat 803 für die Flotte der Intelsat gebaut. Er war der dritte Satellit der achten Intelsat-Generation. Der Start erfolgte am 23. September 1997 auf einer Ariane-4-Trägerrakete vom Raumfahrtzentrum Guayana. Er wurde im geostationären Orbit zunächst bei 91,6° West stationiert. Er wurde später an New Skies Satellites verkauft und in NSS-803 umbenannt. Als New Skies Satellites in SES New Skies umbenannt wurde, erhielt der Satellit seine neue Bezeichnung NSS-5. Im September 2012 wurde er nach 50,5° Ost verschoben, wo er als Platzhalter für Türksat 4B diente. Inzwischen ist er außer Betrieb.

## Technische Daten
Lockheed Martin baute den Satelliten auf Basis ihres Satellitenbusses der 7000-Serie und rüstete ihn mit 38 C-Band- und 6 Ku-Band-Transpondern aus. Er war dreiachsenstabilisiert und wog ca. 3,4 Tonnen. Außerdem wurde er durch zwei große Solarmodule und Batterien mit Strom versorgt und besaß eine geplante Lebensdauer von 15 Jahren, welche er übertraf.